# Stefan Fent
Stefan Fent (* 7. Juni 1980 in Oberndorf bei Salzburg) ist ein österreichischer Schauspieler, Autor und Musiker. 

## Leben
Nach seiner Schauspielausbildung an der Universität für Musik und darstellende Kunst Graz war er zwei Jahre an der Württembergischen Landesbühne WLB in Esslingen am Neckar als Schauspieler engagiert. Dort spielte er u. a. in Goethes Götz von Berlichingen, in Offenbachs Die schöne Helena, in Floh im Ohr und als Eilif in Mutter Courage und ihre Kinder". Seit 2006 lebt und arbeitet Stefan Fent in Wien. 
Er ist als Schauspieler sowohl am Theater (u. a. Theater Phönix Linz, Kulturverein „Musentempel“) als auch im Film (z. B. Blutsfreundschaft von Peter Kern) tätig. 
Stefan Fent ist neben seiner Tätigkeit als Schauspieler auch Autor für Theater und Film. Bisher erlebten vier seiner Theaterstücke Uraufführungen in Österreich und Deutschland. Zusätzlich betätigt er sich als Regisseur und Musiker. 
In der Spielzeit 2013/14 war Fent wieder festes Ensemblemitglied der WLB.

## Filmografie (Auswahl)

### Als Schauspieler
- Golgatha
- Schein
- 2009: Blutsfreundschaft, Regie: Peter Kern
- 2011: Grimm’s Snowwhite, Regie: Rachel Goldenberg
- 2012 Oktober/November, Regie: Götz Spielmann
- 2015: SOKO Kitzbühel, Regie: Martin Kinkl
- 2019: Schmucklos, Regie: Thomas Schwendemann
- 2021: Tatort: Verschwörung,  Regie: Claudia Jüptner-Jonstorff

### Als Autor
- Starabella
- Death
- 2019: Schmucklos

## Dramatiker
- 2005: Freier Lauf[4]
- 2008: Pretty Woman Revisited[5] Theater Phönix
- 2009: Mobby Dick[6]
- 2010: Die Odyssee[7]
- 2013: Die Meuterei auf der Bounty
- 2014: TITANIC oder die 5 Phasen des Sterbens
- 2016: Christoph Kolumbus Superstar[8]